# Kaisa Nyman
Pour les articles homonymes, voir Jokinen.
Kaisa Nyman (née Jokinen le 23 août 1983 à Vammala) est une joueuse finlandaise de volley-ball. Elle mesure 1,86 m et joue au poste de centrale. Elle totalise 43 sélections en équipe de Finlande.

## Clubs
| Club                      | De        | À         |
| ------------------------- | --------- | --------- |
| Vammalan Lentopallo       | 1999-2000 | 1999-2000 |
| Ylöjärven Ryhti           | 2000-2001 | 2000-2001 |
| LiigaEura                 | 2001-2002 | 2002-2003 |
| Tarmo-Volley              | 2003-2004 | 2003-2004 |
| Vanajan RC                | 2004-2005 | 2006-2007 |
| Hainaut Volley            | 2007-2008 | 2007-2008 |
| Istres Sports Volley-Ball | 2008-2009 | 2008-2009 |
| HPK Naiset                | 2009-2010 | 2009-2010 |
| LiigaEura                 | 2010-2011 | 2010-2011 |
| LP Viesti Salo            | 2011-2012 | 2015-2016 |
| Perniön Urheilijat        | 2017-2018 | 2017-2018 |
| JyväsLentis               | 2018-2019 | 2018-2019 |
| Nurmon Jymy               | 2019-2020 | 2019-2020 |
| Oriveden Ponnistus        | 2020-2021 | …         |

## Palmarès
- Championnat de Finlande
  - Vainqueur : 2012, 2013, 2014, 2015.
  - Finaliste : 2016.
- Coupe de Finlande
  - Vainqueur : 2005, 2006, 2014, 2015.
  - Finaliste : 2012, 2013.